# La yumba
La yumba è un tango creato nel 1946, dal compositore e direttore d'orchestra argentino Osvaldo Pugliese. 
Il termine yumba - nonostante la sua origine indigena - non è stato scelto da Pugliese per la sua etimologia, ma per la sua somiglianza onomatopeica con il suono del bandoneón e la miscela risultante di quel suono - una sorta di affanno profondo - con altri arrangiamenti orchestrali (yum-ba, yum-ba), che solleva l’insieme dell’orchestra in un movimento di grande ampiezza, con un marcato accento sul primo e terzo dei quattro tempi del tango.
Pugliese ha dichiarato che il ritmo incessante, è stato ispirato dai rumori della lavorazione dei metalli. 
Il tango La Yumba, registrato il 21 agosto 1946 per la casa Odeon Disco, costituisce con Negracha(1942) e Malandraca (1948) il famoso “trittico” di tanghi nel quale è sintetizzato magistralmente l’embrione di quello che sarà lo stile dell'orchestra di Pugliese per gli anni a venire. La novità di questi tre tanghi è stata quella di rompere la tradizione compositiva consolidata dell’epoca e di proporre nello stesso brano atmosfere completamente differenti: alle battute caratterizzate da ritmi incalzanti ed ostinati si affiancano passaggi melodici dove il tempo è come sospeso, per poi lasciare spazio a passaggi sincopati ed in contrappunto
Pugliese registrò altre 4 volte la yumba: nel 1952, 1985, 1987 e infine nel 1989, con Astor Piazzolla.
Il tango è stato eseguito al Teatro Colón di Buenos Aires il 26 dicembre 1985 in occasione dell'80º compleanno di Osvaldo Pugliese, ed è dunque stato uno dei primi tanghi suonati nelle strutture del famoso teatro classico-musicale. È stato inoltre suonato nel film Tangos - L'esilio di Gardel del 1985 diretto da Fernando Solanas (dove l'orchestra di Pugliese esibisce in diretta) e nel film Lezioni di tango del 1997, diretto da Sally Potter.
La yumba è una composizione popolare, spesso riprodotta nelle milonghe per il ballo, uno dei classici brani che rientrano nel repertorio dei ballerini professionisti, e rimane una composizione esemplificativa nell'opera di Pugliese.